# Yannik Landrein
Yannik Landrein est un acteur français.

## Biographie
Yannik Landrein entre au Conservatoire national supérieur d'art dramatique de  Paris en 2008 et a pour professeurs Daniel Mesguich et Nada Strancar.
En 2012, John Malkovich lui confie le rôle du vicomte de Valmont dans son adaptation moderne des Liaisons Dangereuses de Choderlos de Laclos puis c'est Luc Bondy qui le met en scène tout d'abord dans Tartuffe puis dans Ivanov au Théâtre de l'Odéon,. En 2016, il interprète Camille Desmoulins dans La Mort de Danton puis l'année suivante il partage la scène avec le rappeur Kery James dans A vif, pièce écrite par le chanteur sur la responsabilité de la situation des banlieues.
Tout en créant sa compagnie théâtrale, Le Mouvement 22, et en se lançant dans la mise en scène avec Bérénice, Yannik Landrein obtient son premier rôle à la télévision aux côtés de Thierry Lhermitte dans la série  Doc Martin puis dans À la recherche du temps perdu de Nina Companeez.
Au cinéma, il tourne avec Régis Roinsard aux côtés de Romain Duris dans Populaire, Anne Le Ny dans La Monnaie de leur pièce et  Roman Polanski dans J'accuse.

## Filmographie

### Cinéma
- 2012 : Populaire de Régis Roinsard
- 2013 : Juliette de Pierre Godeau
- 2018 : La Monnaie de leur pièce d'Anne Le Ny
- 2019 : Banlieusards de Kery James et Leïla Sy
- 2019 : J'accuse de Roman Polanski
- 2021 : La Fracture de Catherine Corsini
- 2023 : La Passion de Dodin Bouffant de Trần Anh Hùng

### Télévision
- 2011 : Doc Martin, saison 1
- 2011 : À la recherche du temps perdu de Nina Companeez
- 2015 : Lui au printemps, elle en hiver de Catherine Klein
- 2017 : Petits Meurtres d'Agatha Christie, saison 2, épisode 19 Crimes haute couture
- 2018 : Victor Hugo, ennemi d'État, mini-série de Jean-Marc Moutout
- 2019 : Paris Police 1900, série de Julien Despaux
- 2022 : Tout va bien, mini-série de Camille de Castelnau réalisée par Éric Rochant, Xavier Legrand, Cathy Verney et Audrey Estrougo

## Théâtre

### Comédien
- 2003 : Ruy Blas de Victor Hugo, mes Danièle Dubreuil, Grandes écuries de Versailles
- 2004 : Le Misanthrope de Molière, mes Danièle Dubreuil, Grandes écuries de Versailles
- 2008 : Les poètes mentent mal d’Eugène Durif, mes Sophie Loucachevsky, Festival ON n'arrête pas le théâtre ! (Paris)
- 2008-2009 : Électre d'Euripide, mes Renaud Boutin, Les Scènes d'Été du 13, Centre d'animation les Halles-Le Marais
- 2009 : L’Évasion de Kamo de Daniel Pennac, mes Guillaume Barbot, Festival d'Avignon off
- 2009 : La vie est un songe de Pedro Calderón de la Barca, mes Daniel Mesguich, Conservatoire national supérieur d'art dramatique
- 2009 : Les Boulingrin de Georges Courteline, mes Daniel Mesguich, Conservatoire national supérieur d'art dramatique
- 2010 : Homère, Iliade de Alessandro Baricco, mes Nada Strancar, Conservatoire national supérieur d'art dramatique
- 2010 : La Troade de Robert Garnier, mes Nada Strancar, Conservatoire national supérieur d'art dramatique
- 2010 : Les Trois Sœurs d'Anton Tchekhov, mes  Julien Oliveri,
- 2011 : Les Bacchantes d'Euripide, mes Barthélémy Meridjen, Théâtre de Verre
- 2012 : Les Liaisons dangereuses de Choderlos de Laclos, adaptation Christopher Hampton, mes John Malkovich, Théâtre de l'Atelier
- 2013 : Bérénice de Jean Racine, mes Yannik Landrein, Théâtre 95 (Cergy-Pontoise)
- 2013 : Nos belles au bois dormant de et mes Guillaume Barbot, Théâtre Roger Barat (Herblay)
- 2014-2016 : Nuit d'après La Nuit du chasseur, adaptation et mes Guillaume Barbot, tournée
- 2014-2016 : L'Échange de Paul Claudel, mes Jean-Christophe Blondel, tournée
- 2014-2016 : Le Tartuffe de Molière, mes Luc Bondy, Théâtre de l'Odéon
- 2015-2016 : Ivanov d'Anton Tchekhov, mes Luc Bondy, Théâtre de l'Odéon
- 2016-2017 : La Mort de Danton de Georg Büchner, mes François Orsoni, Théâtre de la Bastille, tournée
- 2017-2019 : À vif de Kery James, mes Jean-Pierre Baro, Théâtre du Rond-Point, tournée
- 2017-2018 : Amour de et mes Guillaume Barbot, Théâtre de la Cité internationale, tournée
- 2018 : Mais n'te promène donc pas toute nue ! de Georges Feydeau, mes Charly Marty, Comédie de Picardie (Amiens)
- 2019 : Mademoiselle Julie d'August Strindberg, mes Élisabeth Chailloux, Théâtre de la Tempête
- 2020 : Kadoc de Rémi De Vos, mes Jean-Michel Ribes, Théâtre du Rond-Point
- 2022 : Le Dragon d'Evgueni Schwartz , Festival des Nuits de Joux

### Metteur en scène
- 2013 : Bérénice de Jean Racine, Théâtre 95 (Cergy-Pontoise)